# 토산 교통
토산 교통 주식회사(일본어: 東讃交通株式会社 とうさんこうつう[*], 영어: Tousan Koutsu Company, Limited)는 일본 가가와현 다카마쓰시에 본사를 둔 택시 기업이다.